# IFA-Kombinat Nutzkraftwagen
Der VEB IFA-Kombinat Nutzkraftwagen Ludwigsfelde war ein Kombinat im Industrieverband Fahrzeugbau (IFA) in der Deutschen Demokratischen Republik.
Zu den Produkten des Kombinats gehörten hauptsächlich leichte bis mittelschwere Lkw, die in den Automobilwerken Ludwigsfelde, den Robur-Werken Zittau und im Fahrzeugwerk Waltershausen gefertigt wurden. 

## Geschichte

### Gründung
Die VVB Automobilbau Karl-Marx-Stadt als Vorgänger des IFA-Kombinat Personenkraftwagen sowie der IFA-Kombinate Nutzkraftwagen und Zweiradfahrzeuge wurde 1958 gegründet. Die VVB war wirtschaftsleitendes Organ und unterstand zuerst der Staatlichen Plankommission, ab 1965 dem Volkswirtschaftsrat, ab 1971 dem Ministerium für Verarbeitungsmaschinen- und Fahrzeugbau und ab 1974 dem Ministerium für Allgemeinen Maschinen-, Landmaschinen- und Fahrzeugbau.
Im Zuge der allgemeinen Kombinatsgründung wurde die VVB 1978 aufgelöst und in ihrer Leitungstätigkeit durch die Kombinate des Fahrzeugbaus ersetzt. Die Kombinate Personenkraftwagen und Nutzkraftwagen wurden hierbei neugegründet, während das Kombinat Zweiradfahrzeuge und das Kombinat Spezialaufbauten und Anhänger bereits seit 1970 innerhalb der VVB existierten. Die Kombinate waren im Industrieverband Fahrzeugbau zusammengeschlossen und unterstanden dem Ministerium für Allgemeinen Maschinen-, Landmaschinen- und Fahrzeugbau. Weitere zentral geleitete Kombinate im Zuständigkeitsbereich dieses Ministeriums sind in der Liste von Kombinaten der DDR aufgeführt.
Das IFA-Kombinat Spezialaufbauten und Anhänger Werdau wurde 1983 aufgelöst und dem Kombinat Nutzkraftwagen angegliedert. Im Folgejahr wurde der ehemalige Stammbetrieb VEB Kraftfahrzeugwerk „Ernst Grube“ Werdau an das IFA-Kombinat Pkw angegliedert.

### Auflösung
Im Zuge der Wende und der anschließenden Wiedervereinigung wurde das Kombinat 1990 aufgelöst und seine Betriebe wurden privatisiert.
Am Standort Ludwigsfelde produzierte Mercedes-Benz seit 1991 den Mercedes-Benz LK und den Mercedes-Benz T 2. Seit 2006 fertigt die Mercedes-Benz Ludwigsfelde GmbH den Mercedes-Benz Sprinter. Der bereits 1990 in Partnerschaft mit Daimler-Benz entwickelte IFA 1318 auf Basis des Mercedes-Benz LK und des IFA L60 wurde nie in die Serie überführt.
Das Fahrzeugwerk Waltershausen wurde 1998 durch Hako übernommen. Die Marke „Multicar“ ist die einzige Kraftfahrzeugmarke der DDR, die bis heute (Stand: 2025) weitergeführt wird.
Während die Werke Ludwigsfelde und Waltershausen noch weit nach der Wiedervereinigung im Kraftfahrzeugbau aktiv waren und sind, wurden die Robur-Werke Zittau abgewickelt. Mehrere Zulieferbetriebe konnten ebenfalls, wenn auch vielfach nach bedeutendem Personalabbau, erhalten werden. Beispiele hierfür sind die Neue ZWL Zahnradwerk Leipzig GmbH (Nachfolger des VEB Fahrzeuggetriebewerk „Joliot Curie“ Leipzig), die ZF Getriebe Brandenburg GmbH (Nachfolger des VEB Getriebewerk Brandenburg), die IFA-Group (Nachfolger des VEB Gelenkwellenwerk Haldensleben) und die Gelenkwellenwerk Stadtilm GmbH (Nachfolger des VEB Gelenkwellenwerk Stadtilm).

## Produkte
Zum Kombinat gehörten diverse Zulieferbetriebe, die die Automobilwerke mit Teilen und Komponenten belieferten. Die vertikale Integration wurde mit der Zeit weiter ausgebaut, indem beispielsweise ab 1987 Gießereibetriebe des aufgelösten Kombinats Gießereianlagenbau und Gußerzeugnisse (GISAG) übernommen wurden. Auch andere IFA-Kombinate wurden mit Komponenten beliefert.
Während des Bestehens des IFA-Kombinats Nutzkraftwagen wurden das Lkw-Modell IFA W50 und ab 1987 der IFA L60 sowie der Multicar 25 und diverse Robur-Modelle produziert. Weiterhin wurden Nutzfahrzeug-Anhänger und Sonderfahrzeuge für Stadtreinigung, Müllabfuhr, Feuerwehr und NVA sowie verschiedene Autokrane, vielfach auf Basis des W50, gefertigt. Über 70 % der Lkw-Produktion gingen in den Export.

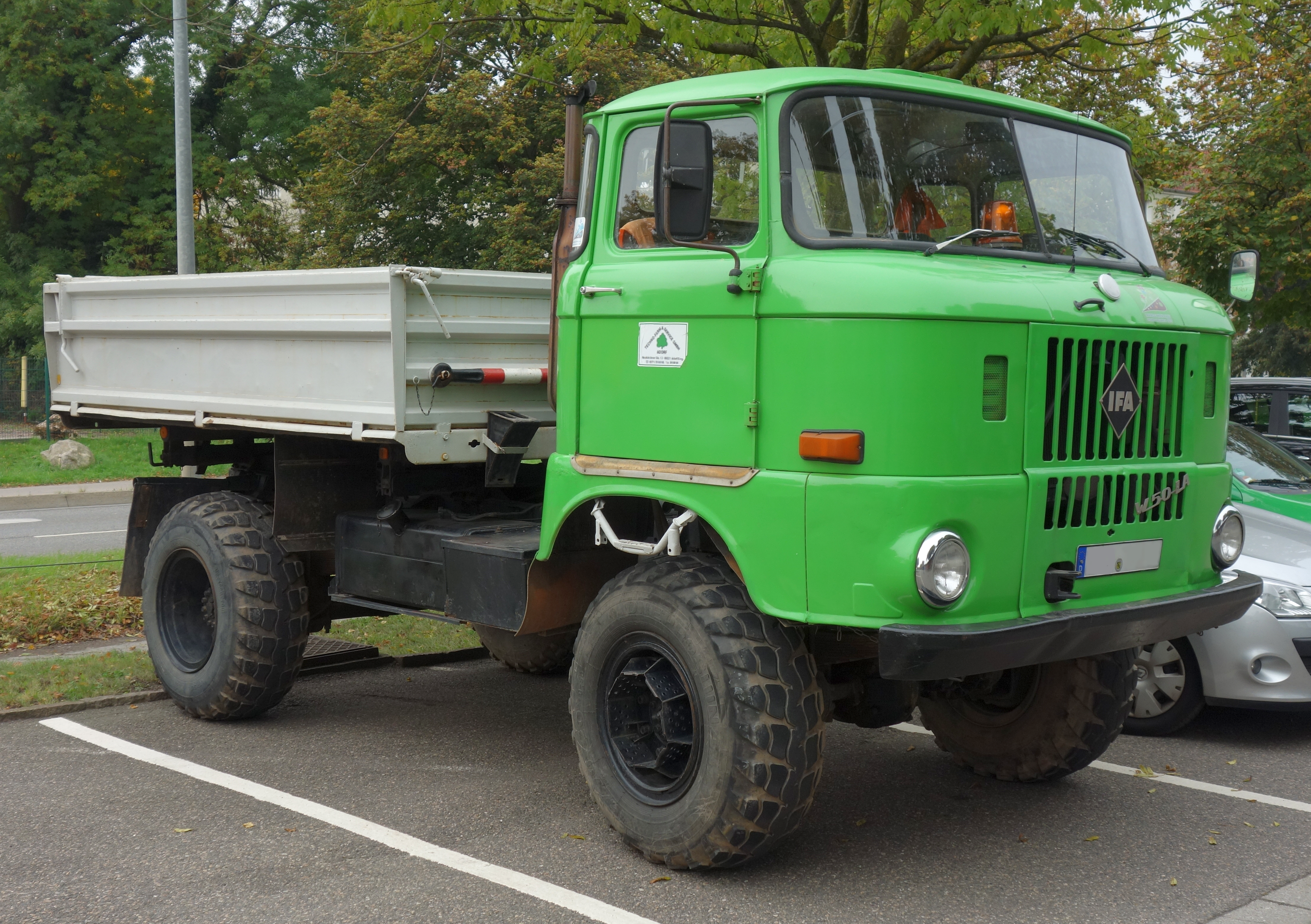
W50 (1965–1990)
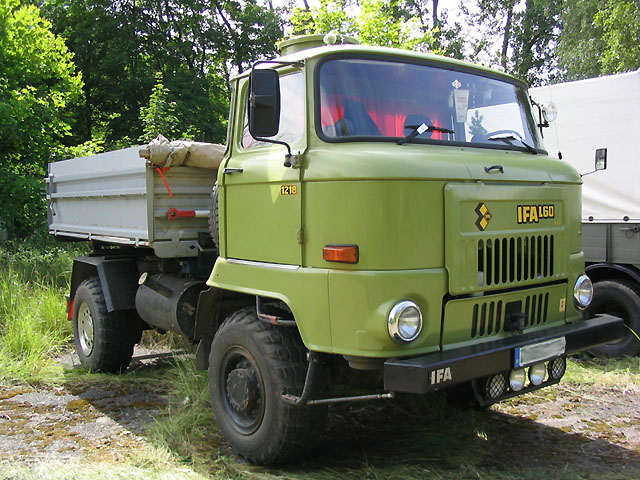
L60 (1987–1990)
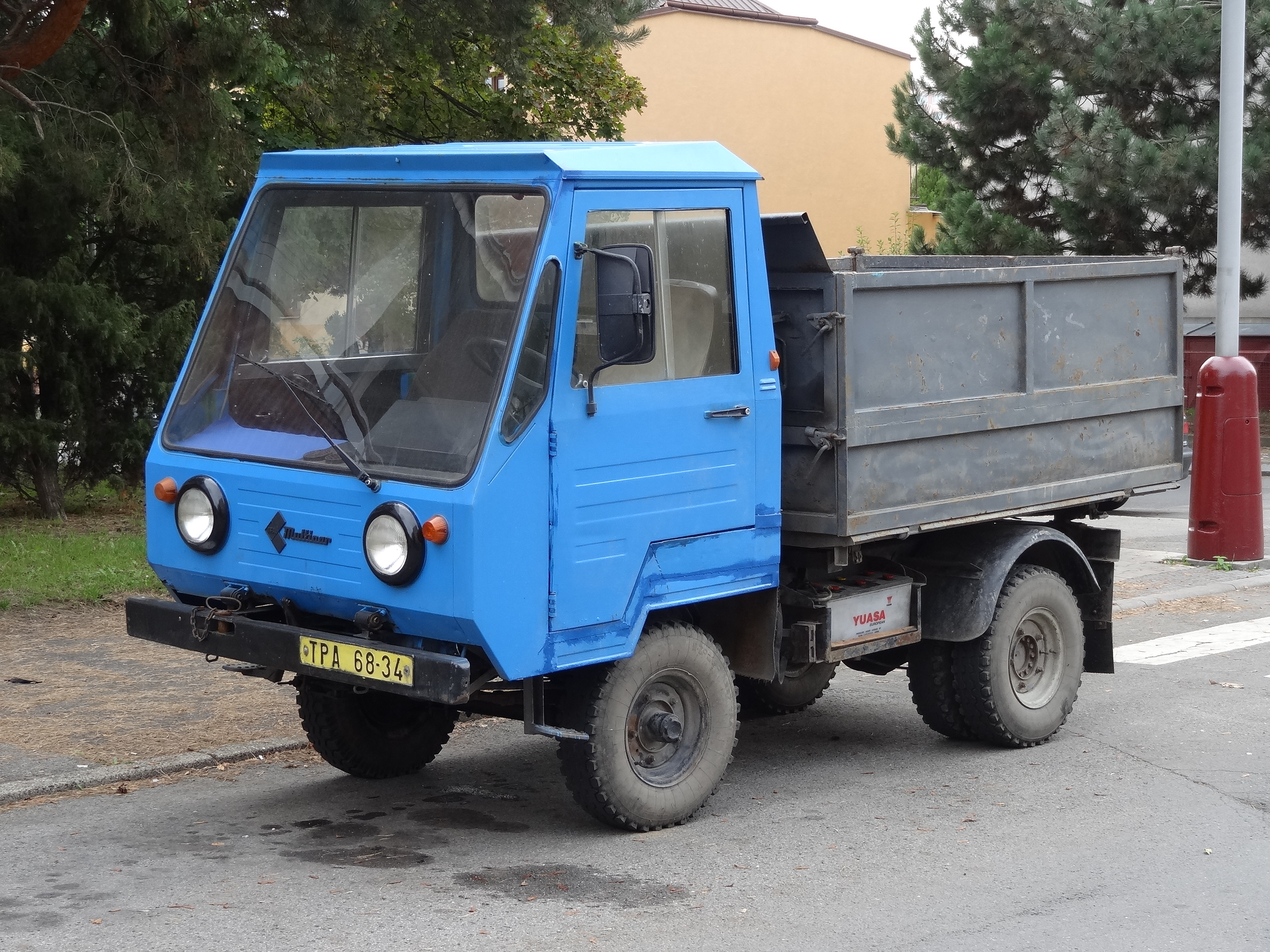
Multicar 25 (1978–1992)
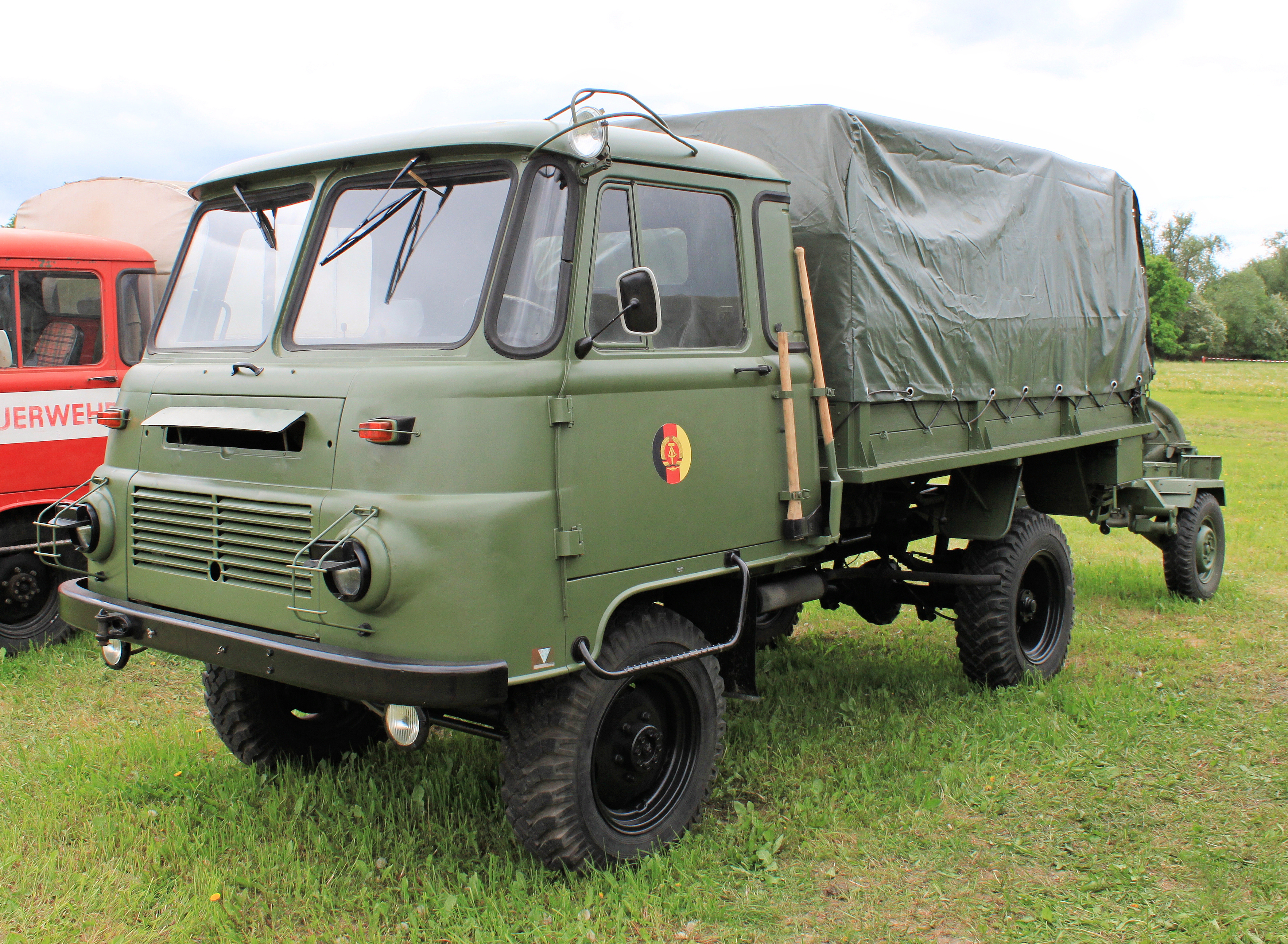
Robur LO 2002 A (1973–1990)
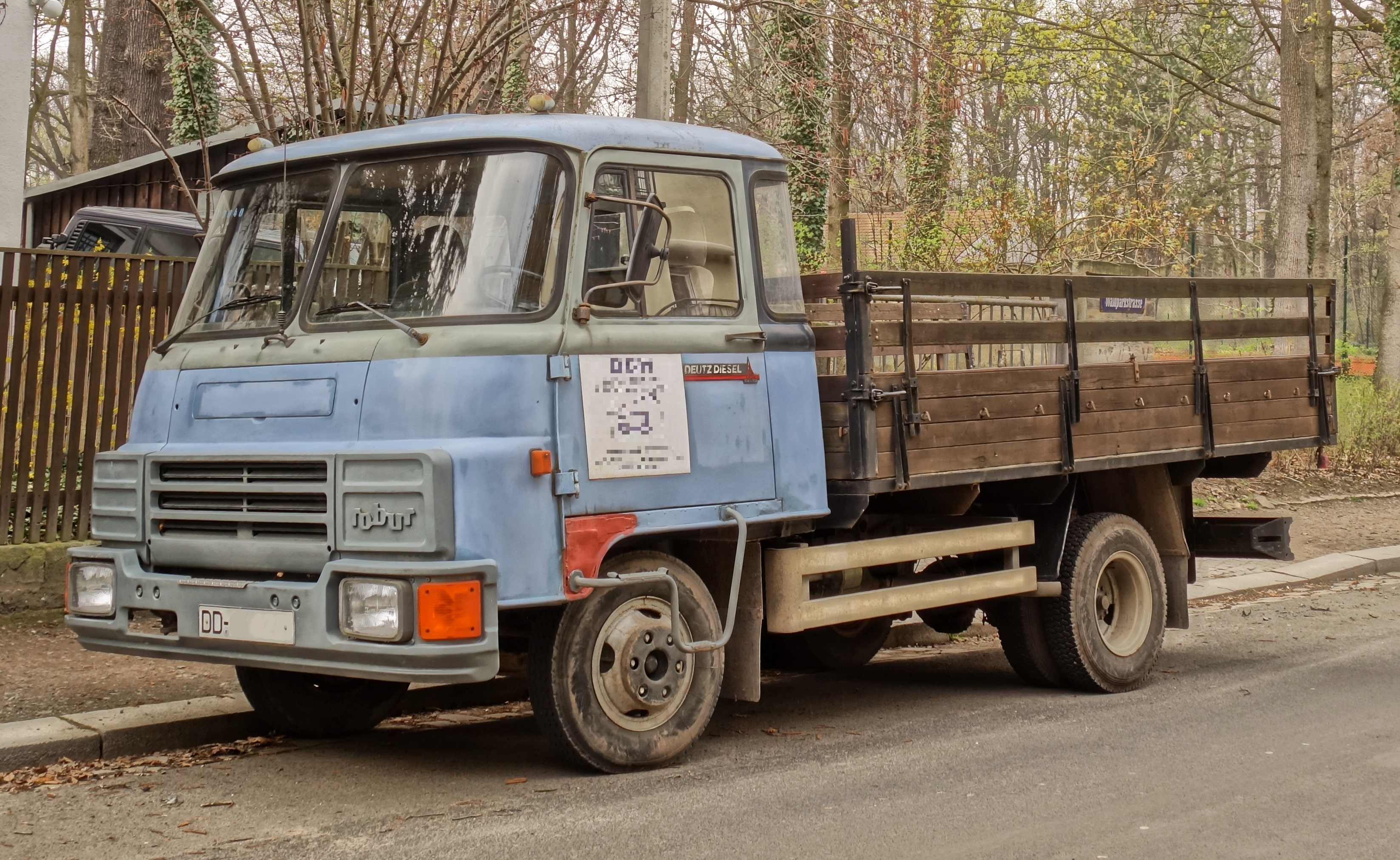
Robur LD 3004 (1990–1991)

## Zugehörige Betriebe
Zum Kombinat gehörten zuletzt die folgenden Betriebe:
- VEB IFA-Automobilwerke Ludwigsfelde; (Stammbetrieb ab 1979)
- VEB Automot IFA Vertrieb für Importerzeugnisse Heidenau
- VEB Bremshydraulik Limbach-Oberfrohna
- VEB Fahrzeugachsen Gotha; (bis 1984 im IFA-Kombinat Personenkraftwagen als VEB Traktorenwerk Gotha)
- VEB Fahrzeuggetriebewerk „Joliot Curie“ Leipzig
- VEB Fahrzeuggetriebewerk „Wilhelm Friedel“ Karl-Marx-Stadt
- VEB Fahrzeugwerk „Ernst Thälmann“ Lübtheen
- VEB Fahrzeugwerk Waltershausen
- VEB Feuerlöschgerätewerk Luckenwalde
- VEB Gelenkwellenwerk Haldensleben
- VEB Gelenkwellenwerk Stadtilm
- VEB IFA-Getriebewerk Brandenburg
- VEB IFA-Ingenieurbetrieb Hohenstein-Ernstthal
- VEB IFA-Motorenwerke Nordhausen
- VEB Karosseriewerk Aschersleben
- VEB Kraftfahrzeugzubehörwerke Dresden
- VEB Kraftfahrzeugzubehörwerke Meißen
- VEB Kugelgraphiteisengießerei „Antonio Maidana“ Fürstenwalde; (bis 1987 Teil der GISAG)
- VEB Maschinenbau „Karl Marx“ Babelsberg; (bis 1984 im Schwermaschinenbaukombinat TAKRAF)
- VEB Metallgußwerk Leipzig; (bis 1987 Teil der GISAG)
- VEB Metallgußwerk Wernigerode; (bis 1987 Teil der GISAG)
- VEB Motorenwerk Cunewalde
- VEB Möve-Werk Mühlhausen
- VEB Robur-Werke Zittau; (1981 wurde der VEB Fahrzeugbau und Ausrüstungen Brandis angegliedert)
- VEB Spezialfahrzeugwerk Berlin
- VEB Zwickauer Eisenwerk; (bis 1987 Teil der GISAG)

Der VEB Karosseriewerke Halle war bis 1984 im IFA-Kombinat Nutzkraftwagen und zuvor im IFA-Kombinat Spezialaufbauten und Anhänger. Ab 1984 gehörte der Betrieb zum IFA-Kombinat Personenkraftwagen.